# Miguel Alejandro Escobar
Miguel Alejandro Escobar (Moreno, Provincia de Buenos Aires, Argentina, 24 de agosto de 1995) es un futbolista argentino. Juega como mediocampista y su equipo actual es Santos de la Liga 2 de Perú.

## Trayectoria

### Banfield
Debutó en el Taladro el 16 de enero del 2016 en el empaté 1-1 frente a Quilmes.

### Defensores de Belgrano
Para la segunda mitad del 2016 fue cedido a Defensores para disputar la Primera B Metropolitana. Su debut fue el 28 de agosto del 2016 en la derrota 1-0 contra Deportivo Español. 
El 2023 fichó por Santos FC de Nazca para afrontar la Liga 2 2023. Jugó un total de 17 partidos y logró anotar un gol, perdiendo el torneo en cuartos de final de la eliminatoria de la Liga 2,

## Clubes
| Club                   | País      | Año       | PJ | G |
| ---------------------- | --------- | --------- | -- | - |
| Banfield               | Argentina | 2014-2016 | 2  | 0 |
| Defensores de Belgrano | Argentina | 2016-2017 | 22 | 2 |
| Senglea Athletic FC    | Malta     | 2017      | 5  | 0 |
| Magallanes             | Chile     | 2018      | 9  | 2 |
| J. J. Urquiza          | Argentina | 2018-2019 | 21 | 1 |
| Sportivo Belgrano      | Argentina | 2019-2020 | 12 | 2 |
| Los Andes              | Argentina | 2021      | 1  | 0 |
| Santos                 | Perú      | 2023 -    | 17 | 1 |